# 兰巨乡
兰巨乡，是中华人民共和国浙江省丽水市龙泉市下辖的一个乡镇级行政单位。

## 行政区划
兰巨乡下辖以下地区：
炉田村、蜜蜂岭村、梅垟村、豫章村、大汪村、五梅垟村、大巨村、桐山村、上湾村、独田村、仙仁村、汤湖店村、汤湖村、下沙桥村、河川村、棕衣连村、净信村、安吉村、石坑口村、张山村、上寮村、朱坑村、大赛村、梅地村、官田村、官浦洋村、空坑头村和炉岙村。

## 中国传统村落
官浦垟村获评“中国传统村落”。